# Der Judenstaat
 Denne artikel omhandler bogen Der Judenstaat. Opslagsordet har også en anden betydning, se Israel.
Der Judenstaat (dansk: Jødestaten) er en bog af Theodor Herzl, hvori han argumenterer for etableringen af en jødisk stat. Den blev først udgivet i Berlin og Wien i 1896 af M. Breitenstein's Verlags-Buchhandlung.
Der Judenstaat er ikke et religiøst værk. Den har haft stor politisk betydning for moderne jødedom, idet den blev grundlaget for zionismen.